# Jacyr Francisco Braido
Jacyr Francisco Braido (Roca Sales, 17 aprile 1940) è un vescovo cattolico brasiliano.

## Biografia
Nato il 17 aprile 1940 a Roca Sales, è ordinato sacerdote della congregazione scalabriniana il 22 febbraio 1970.
Consacrato vescovo coadiutore di Santos il 30 aprile 1995, ne diviene vescovo il 26 luglio 2000.

## Libri editi
Dom Jacyr è autore del libro O Bairro que chegou num navio (Il quartiere in una nave).

## Genealogia episcopale
La genealogia episcopale è:
- Cardinale Scipione Rebiba
- Cardinale Giulio Antonio Santori
- Cardinale Girolamo Bernerio, O.P.
- Arcivescovo Galeazzo Sanvitale
- Cardinale Ludovico Ludovisi
- Cardinale Luigi Caetani
- Cardinale Ulderico Carpegna
- Cardinale Paluzzo Paluzzi Altieri degli Albertoni
- Papa Benedetto XIII
- Papa Benedetto XIV
- Papa Clemente XIII
- Cardinale Bernardino Giraud
- Cardinale Alessandro Mattei
- Cardinale Pietro Francesco Galleffi
- Cardinale Giacomo Filippo Fransoni
- Cardinale Carlo Sacconi
- Cardinale Edward Henry Howard
- Cardinale Mariano Rampolla del Tindaro
- Cardinale Rafael Merry del Val
- Arcivescovo Duarte Leopoldo e Silva
- Arcivescovo Paulo de Tarso Campos
- Cardinale Agnelo Rossi
- Cardinale Paulo Evaristo Arns, O.F.M.
- Arcivescovo Luciano Pedro Mendes de Almeida, S.I.
- Vescovo Jacyr Francisco Braido, C.S.